# Ursmar von Lobbes
Ursmar von Lobbes (* 27. Juli 644 in Floyon im heutigen französischen Département Nord; † 18. April (?) 713 in Lobbes, heute in Belgien) war ein Benediktiner, Abt, Chorbischof und Missionar. Er wird in der Römisch-katholischen Kirche als Heiliger verehrt; sein Gedenktag ist der 18. April. Er ist Patron der Kinder, die schwer gehen lernen.

## Leben
Ursmars Eltern waren Franken. Schon in jungen Jahren trat er in das von Landelin von Crespin gegründete Kloster von Lobbes (deutsch: Laubach) bei Charleroi in der Diözese Cambrai ein. Landelin selbst weihte ihn um 670 zum Priester. Im Wald bei Wallers erbaute Ursmar danach eine dem heiligen Michael geweihte Kapelle, die ihm zeitweise als Einsiedelei diente.
Schon zu Lebzeiten Landelins ernannte dieser ihn zum Prior des Klosters Lobbes, da er selbst lieber in der Einsamkeit leben wollte. Nach dem Tod Landelins im Jahre 686 folgte er diesem auch als Abt von Aulne. Wohl im Jahre 689 wurde er zum Abtbischof von Lobbes und der Region Thiérache ernannt, vermutlich durch Pippin den Mittleren; die Bischofsweihe erhielt er 691.
Ursmar predigte und missionierte von Lobbes aus in der Thiérache, in Flandern, Waesland und Brabant. Er vermehrte den Besitz der Abtei Lobbes beträchtlich, vollendete den Bau der Konventsgebäude und leitete den Bau der Klosterkirche, die 697 geweiht wurde, und der Kirche Notre-Dame, der später nach ihm benannten Kollegiatkirche St. Ursmer, auf einem Hügel oberhalb des Klosters. Er wird als strenger Asket, eifriger Missionar und Wundertäter geschildert. Sein unermüdlicher Einsatz untergrub seine Gesundheit, so dass er um 711 gezwungen war, sein Amt aufzugeben. Sein Nachfolger als Abtbischof von Lobbes wurde sein Schüler Ermin.

## Tod, Rezeption und Heiligsprechung
Ursmar starb im Jahre 713 und wurde in der von ihm erbauten Kirche Notre Dame beigesetzt, die später nach ihm benannt wurde. Am 26. März 823 wurden seine Gebeine in Anwesenheit von Bischof Halitgar von Cambrai erhoben, und Ursmar wird seitdem in der Römisch-katholischen und in den Orthodoxen Kirche als Heiliger verehrt. Ursmars Gebeine wurden 1408 nach Binche im Hennegau überführt, aber 1794 während der Französischen Revolution verbrannt. Seine Biographie wurde von einem seiner Nachfolger als Abt von Lobbes, Heriger von Lobbes, verfasst.